# Pamodzi Hotels
Pamodzi Hotels PLC ist eine Aktiengesellschaft in Sambia.
Das Unternehmen betreibt mindestens ein Hotel (Taj Pamodzi Lusaka) in Lusaka. Im August 1989 übernahm die indische International Hotel Management Service Limited, die einige weitere Fünf-Sterne-Hotels in Indien, New York und London betreibt, die Geschäftsführung und 49 Prozent der Anteile, 51 Prozent verblieben beim Staat Sambia. Im Januar 2001 war die Tata International durch ihre Tochter Tata Zambia Limited im Besitz der Anteile und wollte diesen Besitz reorganisieren. Das scheiterte offenbar am sambischen Staat, der 51 Prozent hielt. November/Dezember 2001 wurden Offerten für Aktien von Pamodzi Hotels eingeholt und die Gesellschaft an die Börse Lusaka Stock Exchange gebracht.
Pamodzi Hotels wird an der LuSE in Lusaka gelistet. Das Kürzel ist PMDZ, und die INSI ZM0000000177. 2020 hatte das Unternehmen einen Umsatz von 13,691 Millionen Sambisches Kwacha und knapp 350 Mitarbeiter.